# Сивороги (Хмельницкая область)
Сивороги (укр. Сивороги) — село в Дунаевецком районе Хмельницкой области Украины.
Население по переписи 2001 года составляло 465 человек. Почтовый индекс — 32465. Телефонный код — 3858. Занимает площадь 3,78 км². Код КОАТУУ — 6821888001.

## Местный совет
32465, Хмельницкая обл., Дунаевецкий р-н, с. Сивороги